# Gare de Gonfaron
La gare de Gonfaron est une gare ferroviaire française  de la ligne de Marseille-Saint-Charles à Vintimille, située sur le territoire de la commune de Gonfaron, dans le département du Var en région Provence-Alpes-Côte d'Azur.
Elle est une halte ferroviaire de la Société nationale des chemins de fer français (SNCF), desservie par des trains régionaux TER Provence-Alpes-Côte d'Azur.

## Situation ferroviaire
Établie à 186 m d'altitude, la gare de Gonfaron est située au point kilométrique (PK) 109,889 de la ligne de Marseille-Saint-Charles à Vintimille (frontière), entre les gares de Pignans et du Luc-et-Le Cannet.

## Histoire

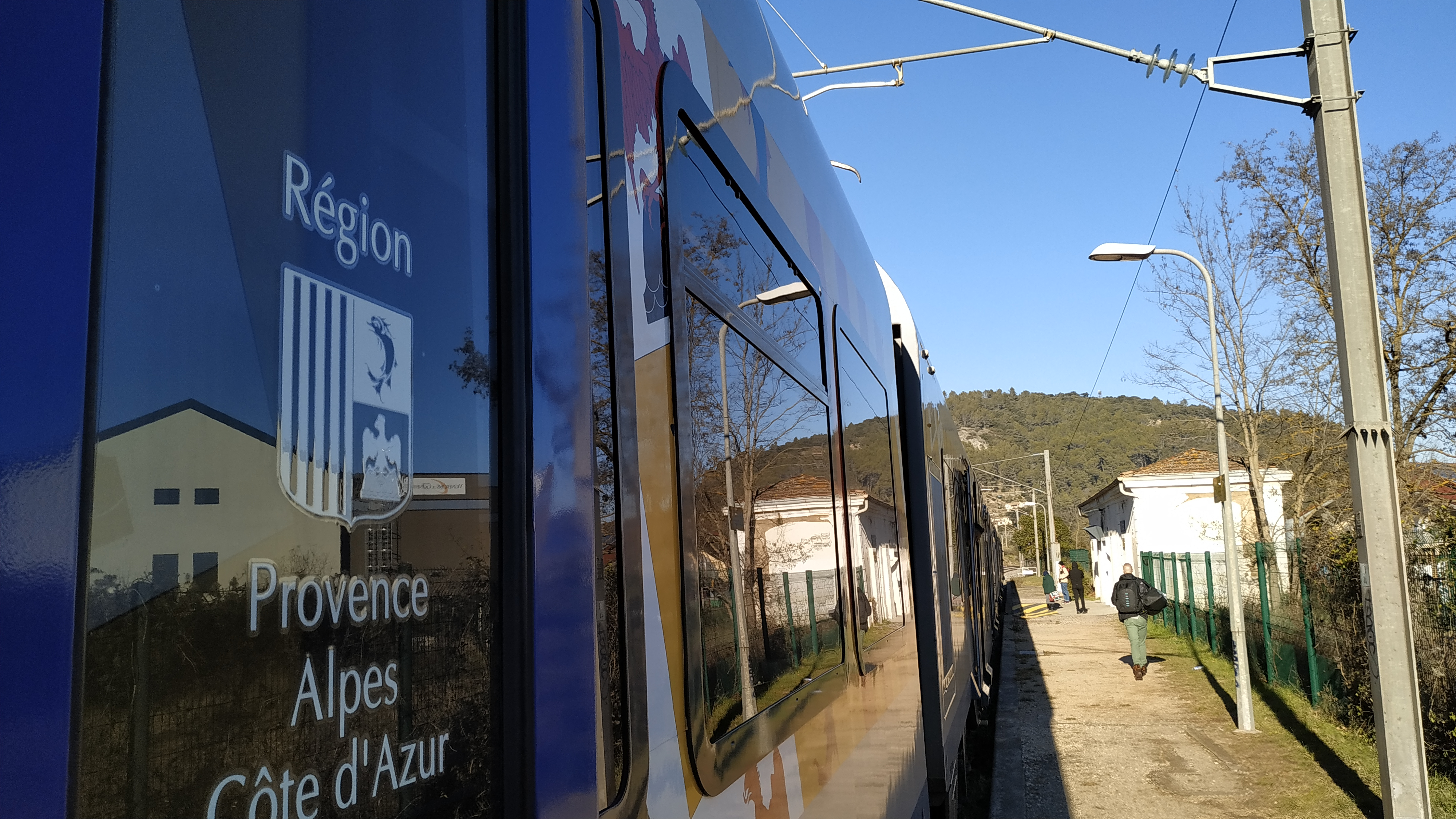
La gare de Gonfaron depuis un TER.

Au service 2008, la gare de Gonfaron est desservie quotidiennement (en semaine) dans le sens Les Arcs - Toulon par 5 Transport express régional, dont 4 à destination de Toulon et 1 de Marseille, tous en provenance des Arcs et dans le sens Marseille - Toulon - Les Arcs par 6 Transport express régional à destination des Arcs, dont 3 en provenance de Marseille et 3 de Toulon. Le samedi, la gare est desservie par 3 TER en provenance des Arcs et à destination de Toulon et par 2 Transport express régional en provenance de Toulon et à destination des Arcs. Le dimanche, la gare est desservie par 2 Transport express régional en provenance des Arcs et à destination de Toulon et par 3 Transport express régional, dont 2 en provenance de Toulon et 1 de Marseille et à destination des Arcs.

## Service des voyageurs

### Accueil
Halte SNCF, c'est un point d'arrêt non géré (PANG) à entrée libre.

### Desserte
Gonfaron est desservie par les trains TER Provence-Alpes-Côte d'Azur (ligne de Marseille aux Arcs - Draguignan en passant par Toulon).